# 沖田總司 (電影)
《沖田總司》（おきたそうじ）為1974年11月2日上映的日本時代劇，由東寶電影公司製作發行。

## 劇情概要
本片敘述新選組隊士沖田總司的一生，沖田在荒郊野外解救了土方歲三，兩人因而相識，文久三年加入新選組之後，沖田總司在池田屋事件中，為新選組立下了許多功勞，鳥羽伏見之戰之後因病而在家鄉休養，最後為了斬殺一隻對他來說不太吉利的黑貓，病發而死。

## 製作人員
- 監製：田中收、馬場和夫
- 企劃：井上英之
- 導演：出目昌伸
- 編劇：大野靖子
- 攝影：原一民
- 美術：阿久根巖
- 照明：石井長四郎
- 錄音：矢野口文雄
- 音樂：真鍋理一郎
- 剪輯：黑岩義民
- 武術指導：宇仁貫三
- 副導演：井上英之
- 合成：三瓶一信
- 現像：東京現像所

## 演員
- 沖田總司：草刈正雄
- 土方歲三：高橋幸治
- 阿吉薩：真野響子
- 明星：池波志乃
- 近藤勇：米倉齊加年
- 山南敬助：河原崎次郎
- 清河八郎：神山繁
- 芹澤鴨：小松方正
- 伊東甲子太郎：浦山桐郎
- 原田左之助：大木正司
- 永倉新八：西田敏行
- 藤堂平助：遷萬長
- 井上源三郎：朝比奈尚行
- 阿梅：右京ちあき
- 村上俊五郎：荒木一郎
- 平山五郎：廣瀬正一
- 平間重助：堀江信介
- 古高俊太郎：鈴木治夫
- 公卿：二見忠男
- 醫生：大滝秀治
- 床伝：殿山泰司
- 書生：頭師孝雄
- 阿吉薩之父：池田生二
- 八木まさ：黑田郷子
- 女傭阿松：小鹿ミキ
- 八木勇之助：吉田貴宏
- 新選組隊士：伊藤敏孝

## 外部連結
- 沖田総司 (1974年の映画)  （页面存档备份，存于）（日語）